# Daniel Börtz
Daniel Börtz (Osby, 8 augustus 1943) is een Zweedse componist op het gebied van klassieke muziek.

## Biografie
Zijn eerste muzikale opleiding kreeg Börtz in 1961 van Hilding Rosenberg, een neef van Börtzs vader. Later ging hij studeren aan de Kungliga Musikhögskolan, de muziekhogeschool van Stockholm, bij Karl-Birger Blomdahl (1962-1965) en Ingvar Lidholm (1965-1968). Daarnaast studeerde hij viool en elektronische muziek (1967, Bilthoven).
Na zijn opleiding ging hij les geven aan genoemde muziekhogeschool en was hij van 1998 tot 2003 directeur van de Koninklijke Muziekacademie. Zijn eerste werk voor symfonieorkest Voces ging in première bij het Koninklijk Filharmonisch Orkest van Stockholm onder leiding van Sergiu Comissiona (1968). Daarna bleef een hechte band tussen orkest en componist bestaan.
In 1995 ontving hij de Zweedse koninklijke onderscheiding Litteris et Artibus.

## Oeuvre
- Adagio voor orkest
- Anigma voor orkest
- Backanterna opera (1991)
- Ballade voor altgitaar
- Beelden voor klarinet en strijkkwartet (1996)
- Blokfluitconcert En gycklares berättelser (1999-2000)
- Brådjupa nätter voor koor
- Canto desolato voor orgel (1993)
- Celloconcert (1985)
- Colladaumus voor sopraan, mannenkoor en orkest
- Concert voor piano, percussie en kamerorkest
- Concert voor viool, fagot en kamerorkest (1974)
- Concerto grosso (1977-1978)
- Dialoog 1 voor cello en piano
- Dialoog 2 voor twee altviolen
- Dialoog 4 voor trompet en percussie
- De Heilige Birgitta (*Den heliga Birgittas död och mottagande i himmelen), Libretto door Bengt van Wall), kerkopera (1973)
- De Muur, de weg en het woord (Muren - Vägen - Ordet), Libretto door Bengt van Wall), Kerkopera
- Divertimento serio voor kamerorkest en saxofoon
- Dödens metaförer voor koor en slagwerk
- Etsningar voor gitaar
- Fagotconcert (1979)
- Förödmjukelsens timme voor koor
- Follow the leader into my song voor orkest
- Gryningsvind voor koor (1997)
- Herrens dag kommer son en tjuv voor koor
- Hoboconcert (1986)
- In memoria di voor orkest
- Intermezzo voor orkest
- Kamerconcert voor gitaar, piano en strijkorkest
- Kassandras Spådom voor alt en orkest
- Kithairon voor solo hobo
- Klangeres sånger voor koor
- Klarinetconcert (sånger och ljus) (1998)
- Kyrie voor koor
- Lacrymosa pro organo voor orgel
- Landschap met rivier (Landskap med flod), opera, (1974)
- Laveringar voor solo dwarsfluit
- Marie-Antoinette, een operette uit 1998
- Monologen 1 (1965)
- Monologen 2
- Monologen 3
- Monologen 4
- Monologen 5
- Monologen 6 voor piano
- Monologen 7
- Monologen 8
- Monologen 9
- Monologen 10
- Monologen 11 voor piano (1984)
- Målning voor solo trompet
- Mörka sånger om Ljuset voor sopraan en gitaar of piano (1992-1994)
- Musik vid ett avsked voor orgel
- Nemesis divina voor koor en blokfluit
- Ni söcker efter Jesus från Nasaret voor koor
- Night clouds voor orkest (1978)
- Night flies voor mezzosopraan en kamerorkest (1973)
- Night winds voor vocaal kwartet
- Oktobermuziek voor strijkorkest (1978)
- OM ondska voor recitator, achtstemmig mannenkoor en trombone
- Painting voor trompet en orkest (2000)
- Parados voor orkest (1987)
- Pianoconcert Sånger (2000)
- Pianotrio
- Pipor och klockor voor blokfluit en orkest
- Portret voor gitaar en kamerorkest
- Symfonie nr. 1 (1973)
- Symfonie nr. 2
- Symfonie nr. 3
- Symfonie nr. 4
- Symfonie nr. 5
- Symfonie nr. 6 voor sopraan en orkest
- Symfonie nr. 7 (1986)
- Symfonie nr. 8 voor zangstem en orkest op teksten van Tomas Tranströmer
- Symfonie nr. 9
- Symfonie nr. 10 (1992)
- Symfonie nr. 11 in twee delen Scherzo en adagio (2005); première 23 november 2006 in Örebro
- Drie elegieën voor koor
- Pianosonate
- Solsignaler voor koor
- Sånger om Döden voor sopraan en orkest (1992-1994)
- Strijkkwartet nr. 2 (1971)
- Strijkkwartet nr. 3 (1986)
- Strindbergsuite voor orkest (1993-1994)
- Strindbergtussensprel voor recitator en orkest
- Svall opera uit 2002-2003
- Tecken voor viool en piano
- Tiden
- Tinted drawing voor dwarsfluit (2001) voor Sharon Bezaly
- Trompetconcert Sånger och danser (1994-1995)
- Var inte förskräckta voor koor
- Variaties en intermezzi voor strijkorkest
- Vi bär varandra voor koor
- Vier bagatellen voor strijkorkest
- Vioolconcert nr. 1 Sånger och skuggor (1995-1996)
- Vioolconcert nr. 2
- Voces voor orkest (1968)
- Winterstukken voor tuba, piano en slagwerk (1981-1982)
- Winterstukken 2 voor blaaskwintet (1982)
- Winterstukken 3 voor koperkwintet (1982-1983)
- Zijn naam was Orestes (Hans namn var Orestes), oratorium (2001-2002)
- Zomerelegie voor dwarsfluit en orkest (1983)
- Årslag voor mannenkoor

- Bibliothèque nationale de France: cb139597844 (data)
- Gemeinsame Normdatei: 123990424
- International Standard Name Identifier: 0000 0000 8184 4694
- Library of Congress Control Number: n78096791
- Nationale Bibliotheek van Letland: 000116269
- MusicBrainz: 1a6fcbc4-aa17-4d44-947a-c99064168efe
- Nationale Bibliotheek van Israël: 987007427849605171
- Nederlandse Thesaurus van Auteursnamen: 095663916
- LIBRIS: 206688
- Virtual International Authority File: 115794617
- WorldCat: E39PBJfGWxWWDhgq9vpfWc3PcP